# 七海 (タレント)
七海（ななみ、1993年〈平成5年〉5月27日 - ）は、日本のタレント、グラビアアイドル。
埼玉県出身。2018年2月28日に萌木 七海（もえぎ ななみ）から七海へ改名。

## 来歴
幼い頃から芸能界に憧れていた。高校生の時にスカウトされて芸能界入り。
ミスFLASH2013にエントリーし、ファイナリストまで残るも落選。
2014年6月から2016年1月20日まで桜丘ショコラのメンバーとして活動。
2015年になだぎ武と熱愛が報道されたことがあるが、良き先輩と否定している。
2018年2月28日、萌木七海から七海へ改名。各SNSを新たなものに改める。改名理由は様々な表現方法の経験をして、どうしても挑戦したい新たなステージを見つけたため。所属事務所はブルースカイウォーカーズからグループ会社であるbeachwalkersへ移籍となる。公称サイズの身長が173センチから175センチに変更された。
2020年11月、アングラーズアイドル2021にノミネート。
2022年、ミス週刊実話WJガールズ2022ベストグラビア賞を受賞。

## 人物
- 173センチの長身「脚が長く、声が可愛らしく、唇が厚い」と定評[1]。配信番組「ピーチゃんねる」での二つ名は「上から攻めるナマケモノ」である[5]。
- 趣味は料理、スポーツジム通い、格闘技観戦、語学勉強[1]。

## 出演

### 舞台
- カンコンキンシアター「クドい! ブラジル美女＝巨尻[6]」（2012年8月3日 - 12日、新大久保・東京グローブ座）
- カンコンキンシアター「クドい! 飯尾 ケニアに行く!」（2013年8月2日 - 11日、東京グローブ座）
- たいこ茶屋殺人事件 2013夏（2013年8月25日 - 27日、浅草橋・おさかな本舗 たいこ茶屋）ゲスト：萌木七海 役
- ゴブレイシアター「ハムレット -赤いキツネとみどりのハムレット-[7]」（2013年9月10日 - 15日、池袋・シアターKASSAI） - 幌田玲児 役
- カンコンキンシアター「クドい! メガネ男が結婚できました![8]」（2014年8月1日 - 10日、新大久保・東京グローブ座）
- 居酒屋「夢の郷」殺人事件（2014年10月11日 - 19日、神田・活鮮旬菜 夢の郷）春日七海 巡査役
- アリスインプロジェクト「セブンフレンズ・セブンミニッツ[9]」（2014年12月17日 - 21日、新馬場・六行会ホール） - 空組 松野岬 役
- シズ☆ゲキ「進め! 春川女子高校[10]」（2015年3月5日 - 8日、池袋・シアターKASSAI） - 高木愛美 役
- 居酒屋『夢の郷』殺人事件2015夏（2015年7月11日 - 20日、神田・活鮮旬菜 夢の郷）春日七海 警部補役
- カンコンキンシアター「クドい! 尿路結石の痛みはゴロフキンのボディブロウと同等である」（2015年8月7日 - 16日、新大久保・東京グローブ座）
- 居酒屋「夢の郷」殺人事件2016春（2016年3月）ゲスト
- ダンガンロンパ3 THE STAGE2018～The End of 希望ヶ峰学園～（2018年7月20日 - 23日、東京サンシャイン劇場、7月27日 - 29日、森ノ宮ピロティホール8月3日 - 13日、ヒューリックホール東京） - 雪染ちさ 役

### CM
- 日産ワクテク「未来をいま乗る エマージェンシーブレーキ」篇

### TV
- NTV「次世代アイドル発掘バラエティー『人気者になろう!』」レギュラー出演（2015年7月 - 2015年9月）
- 熊本朝日放送「深夜のアプリバラエティ ひまっぷり」（2015年1月）
- 日本テレビ「ヒルナンデス!」（2012年11月・12月）
- NTV「夜遊び三姉妹」（2012年9月）
- テレビ朝日「お願い!ランキング」（2012年12月）
- フジテレビ「ウワサのお客さま」（2021年9月24日）

### ウェブテレビ
- 土曜の夜は尻上がり!「ピーチゃんねる」（2017年 - 2018年1月27日配信回で卒業（報告は同年2月16日）[11]、AbemaTV）
- 真夏の濡れ濡れビンカン学校（2017年7月22日、24日、AbemaTV） - シリタガール

### 雑誌
- 集英社「週刊プレイボーイ」（2014年4月）
- 竹書房「キスカ」
- 双葉社「週刊大衆ヴィーナス」（2013年3月）
- 双葉社「漫画アクション」（2013年1月）

## 作品

### DVD
- NEXT CANVAS （2012年11月30日、アクアハウス）
- Seven Seas（2014年3月22日、竹書房）
- もきなみ日和（2014年12月24日、イーネット・フロンティア）
- もきなまにあ（2015年4月17日、GRAVISION）
- もきゅん!（2015年10月23日、イーネット・フロンティア)
- ふれあうだけで…（2016年9月23日、イーネット・フロンティア)
- ななみともきなみ （2017年10月20日、イーネット・フロンティア)
- もっと奥まで潜ろうよ（2021年4月23日、竹書房)
- おしえて!（2021年7月20日、ラインコミュニケーションズ)